# Бориско Максим Романович
Максим Романович Бориско (рос. Макси́м Рома́нович Бориско́, нар. 15 лютого 2000, Краснодар, Росія) — російський футболіст, воротар клубу «Балтика».

## Ігрова кар'єра

### Клубна
Максим Бориско уродженець Краснодара і займатися футболом почав у 2008 році в академії місцевого клубу «Краснодар». Пізніше воротар перейшов до школи «Кубані». З 2017 року Бориско був заявлений в першій команді. Але за основу не провів жодного матчу, граючи лише у дублюючому складі.
Влітку 2018 року після розформування «Кубані» Бориско як вільний агент перейшов до новоствореного клубу «Урожай». У складі якого провів кілька матчів у Другій лізі чемпіонату Росії.
Влітку 2019 року футболіст перейшов до калінінградської «Балтики». Першу гру в новій команді Бориско провів 28 липня 2019 року проти «Чертаново». У сезоні 2022/23 у складі команди Бориско став срібним призером Першої ліги і отримав право на підвищення. Дебютну гру в елітному дивізіоні Максим провів 4 листопада 2023 року проти пітерського «Зеніта».

### Збірна
У 2021 році Максим Бориско провів п'ять матчів у складі молодіжної збірної Росії, в яких не пропустив жодного гола.

## Досягнення
Балтика
- Другий призер Першої ліги: 2022/23